# Memoriale e museo del genocidio di Iğdır

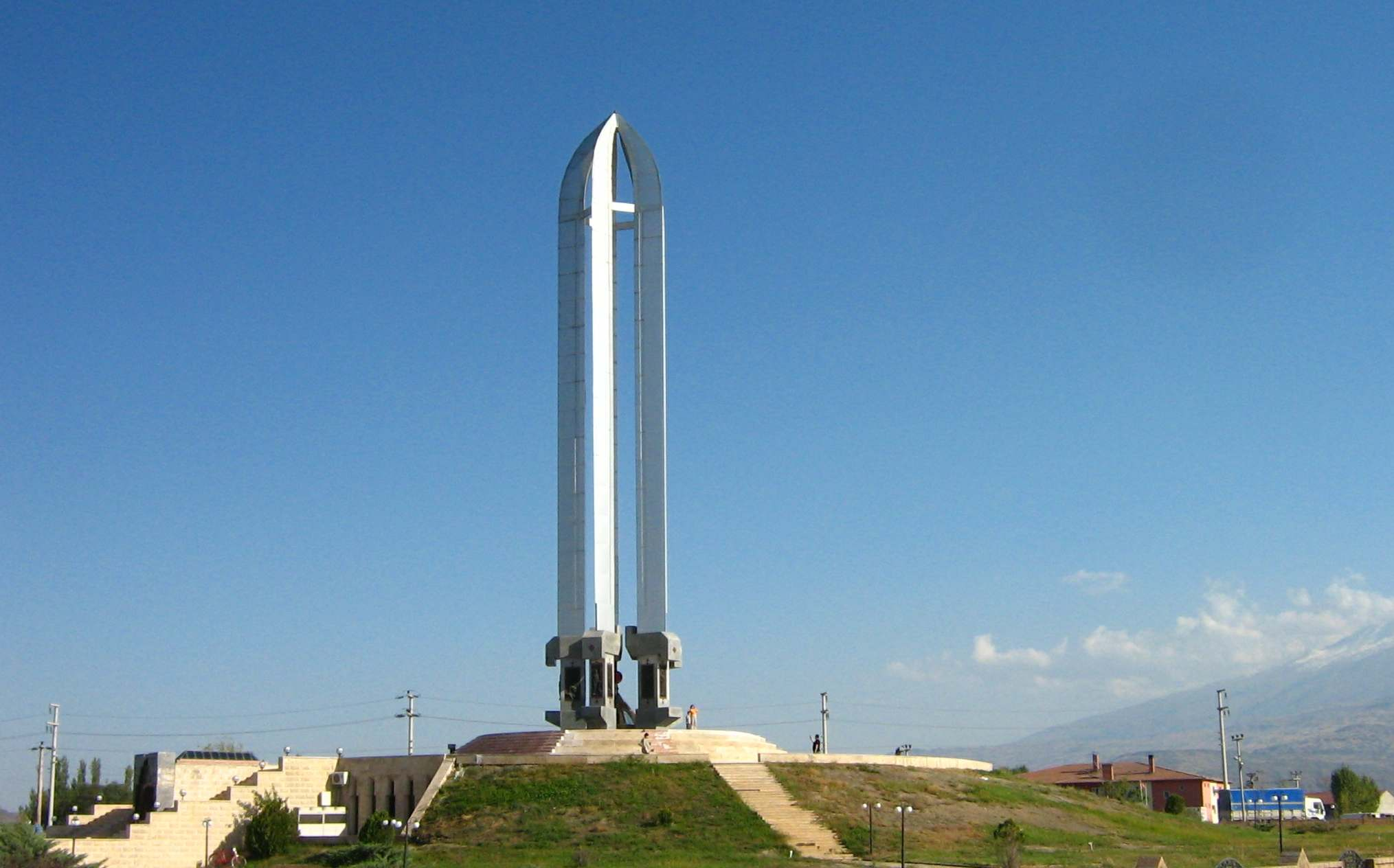
Memoriale e museo del genocidio di Iğdır

Il Memoriale e Museo dei martiri turchi massacrati dagli armeni (in turco Ermeniler Tarafından Katledilen Şehit Türkler Anıt ve Müzesi) o Memoriale e museo del genocidio di Iğdır (in turco: Iğdır Soykırım Anıt-Müzesi) è un complesso museale-memoriale per commemorare i massacri di turchi da parte degli armeni durante la prima guerra mondiale e la guerra turco-armena. La costruzione del memoriale è iniziata il 1º agosto 1997 ed è stata dedicata il 5 ottobre 1999 a Iğdır, in Turchia. La sua altezza è di 43,5 metri, rendendolo il monumento più alto della Turchia.
Il ministro di Stato Ramazan Mirzaoğlu ha affermato nel suo discorso durante la cerimonia di apertura del monumento che, tra il 1915 e il 1920, gli armeni hanno ucciso quasi 80.000 persone a Iğdır; era presente anche il presidente turco Süleyman Demirel. Nei fatti, l'intera popolazione del distretto di Surmali (che includeva Igdir) all'inizio del XX secolo era di 89.055 persone, di cui i turchi ("tartari") erano solo il 46 percento, mentre nella stessa città di Igdir, gli armeni rappresentavano l'84% della popolazione. In quanto tale, l'affermazione è un'impossibilità matematica.
Il memoriale è stato costruito per favorire la negazione del genocidio armeno e la narrativa smentita che, durante la prima guerra mondiale, furono gli armeni a uccidere i turchi e non il contrario. I giornalisti francesi Laure Marchand e Guillaume Perrier definiscono il monumento "l'ultima caricatura della politica del governo turco di negare il genocidio del 1915 riscrivendo la storia e trasformando le vittime in colpevoli". Bilgin Ayata su Armenian Weekly ha criticato il memoriale definendolo "aggressivo, nazionalista e apertamente ostile". La Federazione armena europea per la giustizia e la democrazia ha annunciato che il memoriale è progettato per negare il genocidio armeno e ha chiesto la sua chiusura.

## Galleria d'immagini

Esterni
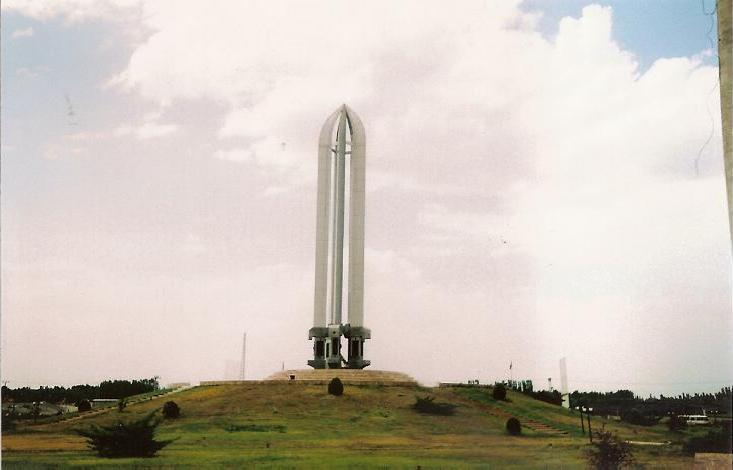
Il memoriale da lontano.
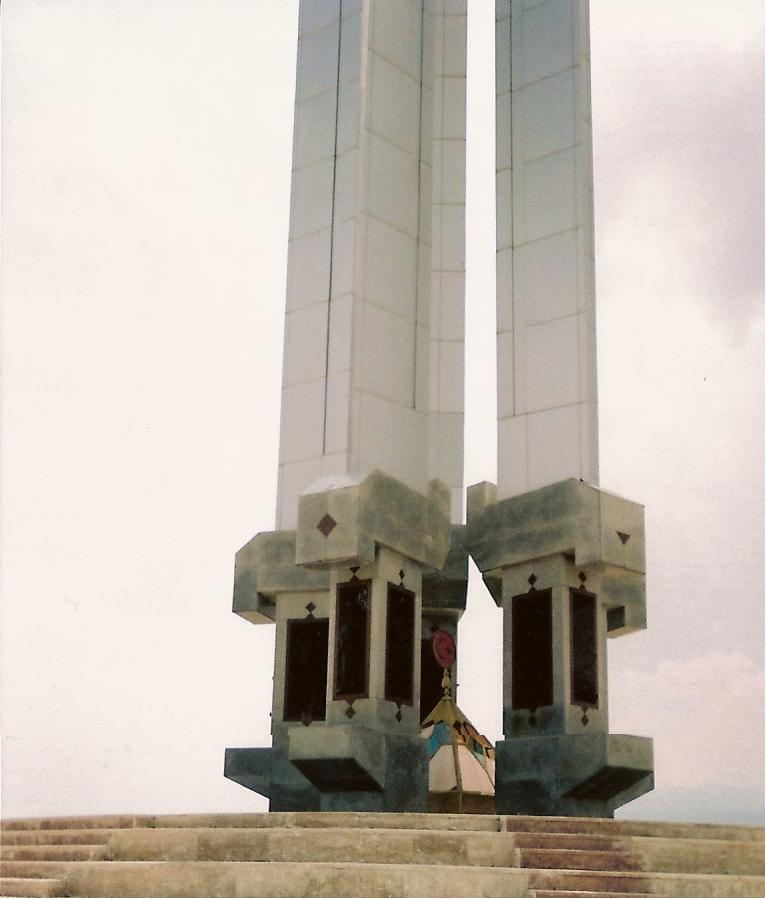
Il memoriale a distanza ravvicinata.
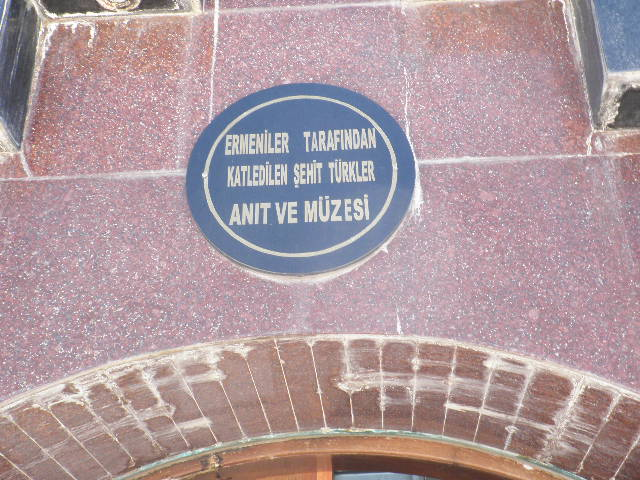
Ingresso al museo-memoriale.
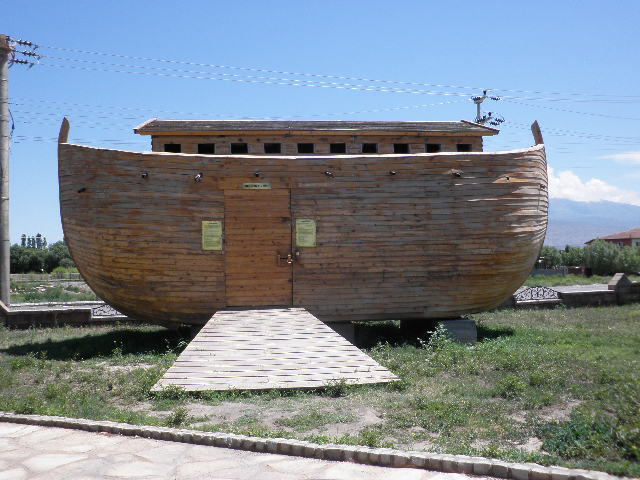
L'Arca di Noè accanto al museo-memoriale.

Interni
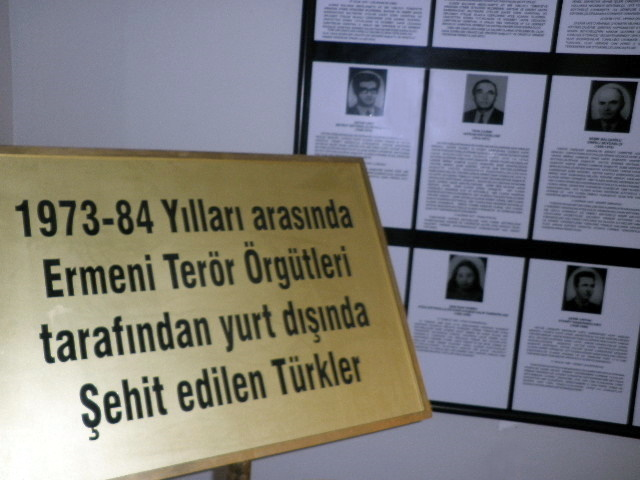
Una parte del museo dedicata ai diplomatici turchi uccisi dalle organizzazioni militanti armene.
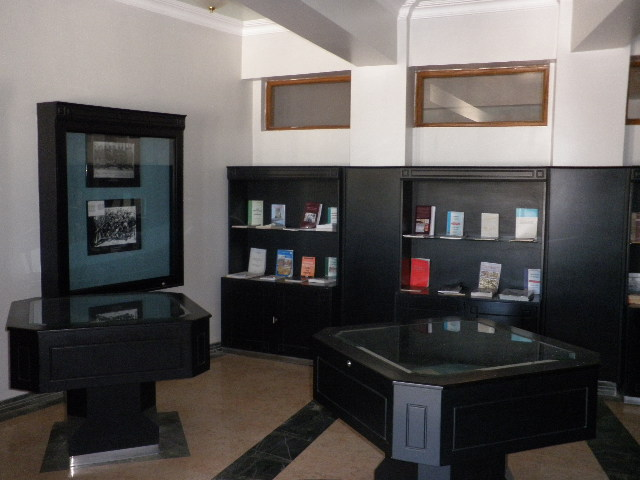
Mostre di alcuni libri.
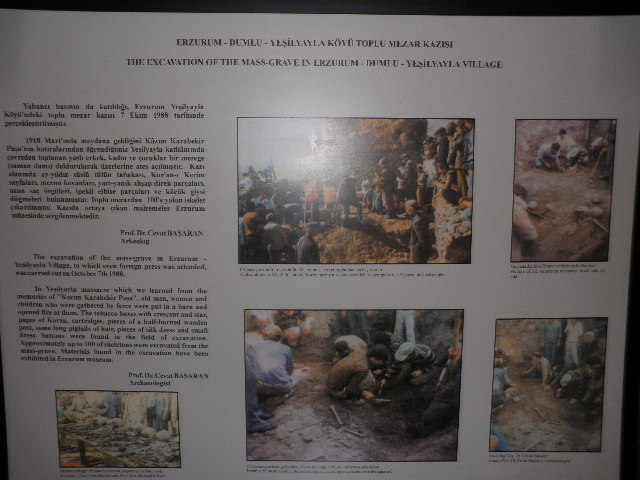
Scavo di una fossa comune nella città di Yeşilyayla, Erzurum.
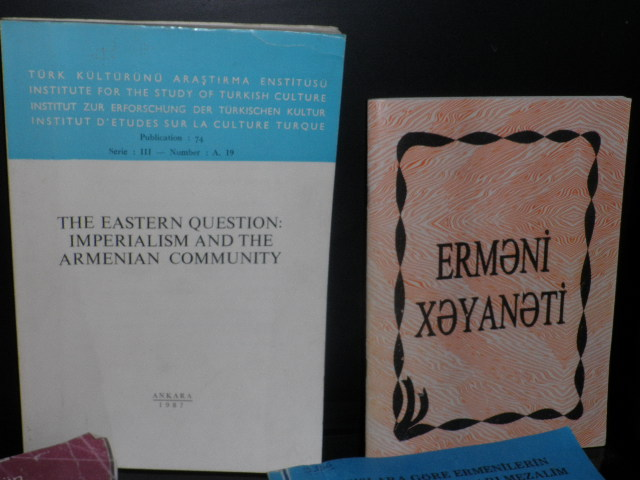
Alcuni libri esposti nel museo.